# Andong sodžu
Andong sodžu (안동소주; 安東燒酒; v nekaterih blagovnih znamkah 安東燒酎) je tradicionalna vrsta destiliranega sodžuja, proizvedenega v Andongu v provinci Severni Gjongsang v Južni Koreji.

## Varjenje
Andong sodžu je alkoholna pijača. Eumsik dimibang (kuharska knjiga iz 17. stoletja, ki jo je napisal Jang Gje-hjang) navaja, da je treba 18 litrov kuhanega riža, pomešanega z 9 litri nuruka (suhega fermentacijskega starterja) in 36 litri vode fermentirati 7 dni, nato pa riževo vino zmešajo z 2⁄3 dela vode in destilirajo. Danes riževo vino za destilirani sodžu običajno fermentira približno 15 dni.
Postopek izdelave fermentacijskega starterja (nuruk) za andong sodžu je sestavljen iz pranja in sušenja pšenice, ki se nato zdrobi in zmeša z vodo. Nato se filtrira, fermentira, zmeša s trdo kuhanim rižem in za približno 15 dni postavi v vrč z vodo. Stara žgana pijača se nato zavre v sotu (kotlu). Na sot se postavi sodžu gori (dvostopenjska destilarna s cevjo) in hladilna naprava, za nepredušno tesnjenje pa se uporabi mokasto testo. Razprostre se po režo med sodžu gori in hladilno napravo, tako da ne uhaja para.
Ko se stara žgana pijača segreje, upari, uparjena para pa se ohladi s hladno vodo v zgornjih delih sodžu gori. To povzroči, da se uparjeni alkohol kondenzira in steče navzdol skozi cev.

## Izvor
Razvoj sodžuja v Andongu je povezan s selitvijo dinastije Juan na Korejski polotok v 13. stoletju. Oskrbovalna baza dinastije Juan je bila v Andongu in je bila ustanovljena za pripravo na odpravo na Japonsko.
Andong sodžu sega v dinastijo Sila (668–935 n. št.). Veščino destilacije so razvili alkimisti, ki so se ukvarjali s trgovino z arabskimi plemeni. Dokazi o odnosih med ljudstvom Sila in plemeni Arabskega polotoka vključujejo kipe bojevnikov z nelokalnimi značilnostmi in perzijsko steklo, najdeno v Gerungu (hangul: 괘릉; starodavna grobnica ljudstva Sila v Gjongdžuju, Gjongsangbuk-do). Kitajska je pila močne alkoholne pijače že od dinastije Tang. Glede na tesno povezavo med dinastijo Sila in dinastijo Tang lahko domnevamo, da so močne alkoholne pijače v Koreji uporabljali že od obdobja dinastije Sila.

## Proizvajalci
Proizvajalca andong sodžuja sta Joe Ok-vha (hangul: 조옥화; hanja: 趙玉花) in Park Je-so (hangul: 박재서). Ta proizvajalca ohranjata tradicionalne načine izdelave andong sodžuja s podporo korejske vlade za odkrivanje tradicionalnih alkoholnih pijač od azijskih iger leta 1986 in poletnih olimpijskih iger leta 1988.
Po obdobju Sila so se spretnosti izdelave andong sodžuja v Andongu prenašale iz roda v rod. Joe Ok-vha je izdelala in ohranja ta andong sodžu, zato je bila 18. septembra 2000 imenovana za »korejsko kulinarično velemojstrico št. 20«. Snaha Be Kjong-hva (hangul: 배경화) in sin Kim Jon-park (hangul: 김연박) nadaljujeta tradicijo.
Park Je-so je 25. generacija Park Eung-džuja (박응주) (ki je bil znani začetnik Park of Banam (hangul: 반남 박씨)) in nadaljuje zapuščino andong sodžuja, ki se v njegovi družini prenaša že 500 let. Zaradi ohranjanja te tradicije je bil Park Je-so julija 1995 imenovan za »korejskega kulinaričnega velemojstra št. 6«.
Andong sodžu je edina specialiteta, ki ima dva korejska kulinarična velemojstra, saj se oba razlikujeta po načinu priprave in materialih.